# Маков, Владимир Николаевич
Владимир Николаевич Маков. Родился в Карцево — деревня в городском округе Истра Московская область (21.03.1923 — март 1978) , Дедовск, Истринский район, Московская область) — ветеран Великой Отечественной войны, командовал штурмовой группой, 30 апреля 1945 в 22 часа 40 минут одной из первых водрузившей Красное Знамя над зданием рейхстага в Берлине. Русский.

## Биография

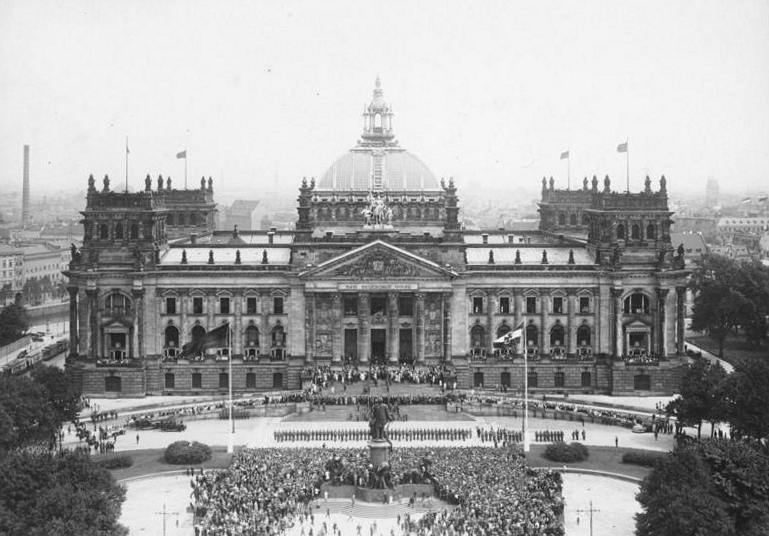
Вид на западный фасад Рейхстага, 1926 г. Над центральным входом видна скульптурная группа «Германия», на которой штурмовая группа Макова 30 апреля 1945 года в 22:40 водрузила красный флаг.

Маков Владимир Николаевич — гвардии капитан РККА, в годы войны служил в 136-й Режецкой Краснознамённой бригаде армейской пушечной артиллерии. 
На фронте с августа 1941 года. Воевал на Юго-Западном, Западном, Северо-Западном, 2-м Прибалтийском, 1-м Белорусских фронтах. Пять раз ранен.
30 апреля 1945 года во время взятия Рейхстага командовал штурмовой группой в составе старших сержантов Г. К. Загитова, А. Ф. Лисименко, М. П. Минина и сержанта А. П. Боброва, первой водрузившей красное знамя над парадным входом западной части здания.
М. П. Минин вспоминал:
Впереди бежал Гия Загитов, который предусмотрительно захватил с собой фонарик. Им-то он и освещал путь по полуразрушенной лестнице. Все выходящие на неё коридоры мы забрасывали гранатами и прочёсывали автоматными очередями…
Перед самым чердаком я на ходу запасся «древком», сорвав со стены полутораметровую тонкостенную трубку.
Достигнув просторного чердака, мы столкнулись с проблемой: как выбраться на крышу. И снова выручил Г. Загитов, высветив фонариком грузовую лебёдку и две массивные, уходящие куда-то наверх цепи. По звеньям этой цепи через слуховое окно мы выбрались на крышу над западным фронтоном здания. И здесь у еле различимой в темноте башни Загитов и я стали прикреплять Красное знамя. Вдруг на фоне огненного зарева от разорвавшегося на крыше снаряда Лисименко заметил наш дневной ориентир — скульптурную группу: бронзового коня и огромную фигуру женщины в короне. Сразу же решили, что лучше установить знамя там.
Ребята подсадили меня на круп вздрагивающего от разрывов снарядов и мин коня, и я закрепил знамя в короне бронзовой великанши…

Засекли время. Было 22 часа 40 минут по местному времени.
Группа охраняла подступы к Знамени до 5 часов утра 1 мая, после чего по приказанию генерала Перевёрткина покинула Рейхстаг.
Командование 136-й артиллерийской бригады 1 мая 1945 года представило всю группу к высшей правительственной награде — присвоению звания Героя Советского Союза. Однако 18 мая 1945 года они были награждены орденами Красного Знамени.
В конце 1970-х Маков начал сильно пить, что привело к его исключению из рядов КПСС, а в дальнейшем — к развалу семьи. В марте 1978 года Маков был найден мёртвым в своей квартире.

## Награды
- Орден Красного Знамени[5](19.05.1945)[13]
- Орден Красной Звезды[6](03.1945)[14]
- Орден Красного Знамени[2](1943)
- Медаль "За взятие Берлина"[15]
- Медаль "За победу над Германией"[16]

## Статьи
- Кто поднял знамя над рейхстагом: Ошибочное донесение долгие пять десятилетий мешало назвать имена подлинных героев ночного штурма // Псковская правда. — 1995. — 10 июня. — С. 2.
- Герасимова, Т. Герои, о которых умолчали / Т. Герасимова // Островские вести. — 2003. — 21 июня. — С. 2. — О встрече молодых воинов частей гарнизона Острова — 3 с Героем Советского Союза Михаилом Петровичем Мининым, который рассказал о своём участии в операции по взятию Рейхстага в 1945 году.
- Абросимов, А. Михаил Минин: «Мы воевали не за награды» / А. Абросимов // Аргументы и факты. — 2004. — Май (№ 18). — С. 2. — (АиФ. -Северо-Запад ; № 18).
- Павлова, Л. К чему ведут перемены? / Л. Павлова // Стерх. — 2005. — 1 июня (#42). — С. 3. — О ходатайстве депутата обл. Собрания П. Николаева о присвоении звания Героев России участникам Великой Отечественной войны, которые под руководством Владимира Макова установили первое знамя на рейхстаге. Среди них живущий в Пскове Михаил Минин.